# Dihelus hylaevorus
Dihelus hylaevorus är en stekelart som först beskrevs av Setsuya Momoi 1966.  Dihelus hylaevorus ingår i släktet Dihelus och familjen brokparasitsteklar. Inga underarter finns listade i Catalogue of Life.